# Венцел Антон фон Кауниц
Венцел Антон, принц фон Кауниц-Ритберг (на немски: Wenzel Anton fürst von Kaunitz-Rietberg) е австрийски външен министър и канцлер (1753 – 1792), както и главен съветник на Мария Терезия. Той има заслуга за обръщането на Австрия към Франция и създаването на антипруската коалиция през Седемгодишната война. Идеолог и реализатор на голяма част от реформите извършени през нейното управление.

## Ранни години
Роден е на 2 февруари 1711 г. във Виена. Родът му е от Чехия, но той говори главно немски и изцяло принадлежи на управляващата класа в Австрийската империя. Родителите му го изпращат да учи за свещеник и на 13-годишна възраст той заминава за Мюнстер. Вместо това обаче записва да учи право във Виена, Лайпциг и Лайден. Впоследствие посещава Англия и Италия, за да допълни знанията си. Неговият аристократичен произход му дава добър старт и едва 28-годишен той вече участва в Райхстага в Регенсбург като представител на император Карл VІ. През 1741 г., вече при Мария Терезия, започва неговата дипломатическа кариера – с мисии в Рим, Флоренция и Торино, а от следващата година е посланик при безскурулния савойски херцог Карло Емануеле ІІІ. През 1744 г. е назначен за помощник-управител на Австрийска Нидерландия, но къй като Карл Лотарингски непрекъснато е на война, той е фактическият управител.
Тъкмо по това време обаче започва френското настъпление в Нидерландия (виж Война за австрийското наследство) и на 20 февруари 1746 г. след тримесечна обсада големият маршал Морис дьо Сакс превзема Брюксел. Кауниц бяга в Антверпен, но е последван от французите и се налага да сменя отново седалището си. Той напуска Нидерландия и се установява в Аахен, където настойчиво моли да бъде отзован от този труден пост. Скоро след като молбата му бива удовлетворена, той вижда как цялата област попада под френска власт.
Но кариерата на Кауниц продължава да се развива възходящо. През есента на 1748 г. той става пратеник на Австрия на конгреса в Аахен и на 23 октомври трябва да подпише мирния договор, макар и с голямо неудоволствие. Той е от хората, които не приемат загубата на Силезия, поради което е харесван от Мария Терезия. През 1750 г. става посланик в Париж, където за първи път проумява истината, че съотношението на силите се е променило и че главен враг на страната му вече не е Франция, а Прусия. Ето защо той настоява за излизане от вековната догма за френско-хабсбургската вражда и за политически и военен съюз с Франция.

## Канцлер
Заемайки този пост, заедно с поста външен министър, през 1753 г. Кауниц получава действителната възможност да направлява развитието на Австрийската империя. Преодолявайки съпротивата на някои стари дипломати и военачалници и на император Франц І (съпруг на Мария Терезия), през 1755 г. той подновява преговорите с французите. В началото не среща доверие от тяхна страна, но сближаването на Англия с Прусия в началото на 1756 г. обръща позицията им. На 1 май 1756 г. е сключен първият версайски договор, все още предварителен, а на 1 май 1757 г. – вторият версайски договор, който създава същински военен съюз. Прусия, която се чувства все повече обградена, напада Саксония през 1756 г. и така започва Седемгодишната война. Тя е подкрепена от Англия, а Австрия и Франция – от Русия. Така се създава ефикасна коалиция от три сили (известна като коалицията „Кауниц“), която едва не унищожава пруското кралство на Фридрих ІІ. В следващите десетилетия евентуалното ѝ възстановяване често тревожи германските управляващи, както и самото име на Кауниц. За тези и други заслуги през 1764 г. Мария Терезия му присъжда титлата принц на Рийтберг.
Подобно на ерцхерцогинята Кауниц разбира колко важни са реформите за засилването на Австрия. През 1760 г. той създава нова институция – Държавен съвет от шест души, начело с него. Това води до централизиране на властта в различните хабсбургски владения. Влиянието му нараства още повече, когато през 1765 г. император става Йозеф ІІ, син на Мария Терезия. Енергичен и амбициозен, той прилича на Кауниц и по целите, и по методите си. Заедно те постигат подчиняването на църквата на държавата, подобрение на образованието за долните класи, отмяната на крепостничеството, отстраняването на йезуитите. Канцлерът внушава на Йозеф враждебно отношение към свещениците, придобито от него в Париж, докато за кратко секретар му е Жан-Жак Русо. Когато през 1782 г. папата посещава Виена, Кауниц е суров с него и забранява на свещениците да го посрещнат в столицата. Във външната политика след края на Седемгодишната война Кауниц и Йозеф имат недвусмислени успехи – присъединяването на Галиция и Буковина и опитът да се анексира Бавария (виж Война за баварското наследство).
Последният владетел, при който Кауниц запазва поста си, е Леополд ІІ (1790 – 1792). Началото на Френската революция преобръща цялата система от съюзи, която той създава. Леополд се сближава с Прусия. Ето защо при възцаряването на Франц ІІ Кауниц подава оставка. Умира на 27 юни 1794 година.

## Брак и семейство
На 6 май 1736 г. Венцел Антон фон Кауниц се жени за Мария-Ернестина фон Щархемберг, внучка на граф Гундакар Томас фон Щархемберг (1663 – 1745), наследничка на стар имперски род. От брака се раждат четири момчета, едно от които става австрийски генерал. Неговата правнучка Елеонора фон Кауниц (внучка на първородния му син Ернст) е съпруга на бъдещия австрийски канцлер Клеменс фон Метерних.